# Simisola Shittu
Oluwasimisola Shittu, detto Simisola (Harrow, 7 novembre 1999), è un cestista canadese.

## Palmarès
- McDonald's All-American Game (2018)